# 奥诺 (汝拉省)
奥诺（法語：Onoz，法語發音：[ɔno]）是法国汝拉省的一个市镇，位于该省中南部，属于隆斯勒索涅区。

## 地理
奥诺（46°27'20"N, 5°39'9"E）面积14.85 平方千米，位于法国勃艮第-弗朗什-孔泰大區汝拉省，该省份为法国东部内陆省份，北起上索恩省，西北接科多尔省，西临索恩-卢瓦尔省，南至安省，东与杜省和瑞士接壤。
与奥诺接壤的市镇（或旧市镇、城区）包括：普莱西亚、塞尔农、埃克里耶、莱克特、迈索、穆瓦朗昂蒙塔涅、奥热莱、萨罗尼亚。

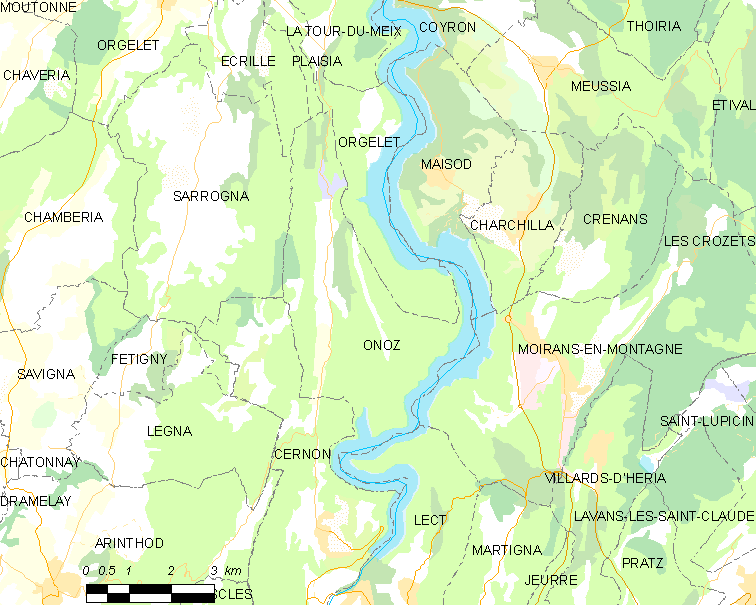
的OSM定位图

奥诺的时区为UTC+01:00、UTC+02:00（夏令时）。

## 行政
奥诺的邮政编码为39270，INSEE市镇编码为39394。

## 政治
奥诺所属的省级选区为穆瓦朗昂蒙塔涅县。

## 人口

1962-2008年间人口变化图示

奥诺于2022年1月1日时的人口数量为71人。